# Cândești (okręg Buzău)
Cândești – wieś w Rumunii, w okręgu Buzău, w gminie Vernești. W 2011 roku liczyła 3154 mieszkańców.